# Trojí život
Trojí život je český televizní film z roku 2018 režiséra Jakuba Sommera a scenáristy Matěje Dadáka. Film pojednává o muži, který tajně udržuje dva vztahy. Hlavní role ztvárnili Jan Plouhar, Hana Vagnerová a Veronika Khek Kubařová.
Film byl poprvé vysílán v neděli 15. dubna 2018 na prvním programu České televize.

## O filmu
Sebevědomému třicátníkovi Markovi se daří na všech frontách: v práci očekává povýšení, nejlepší kamarád Boris jej obdivuje a paralelně udržuje dva vztahy se ženami, které o sobě navzájem neví. První z nich je spořádaná učitelka Soňa, druhá vášnivá fotografka Marta. Jednoho dne však vše praskne a ženy se o podvodu dozví a rozhodnou se, že ze vzniklé situace budou těžit ony. Zpočátku zoufalý Marek vymyslí plán, jak se ženám pomstít a zapojí do něj i Borise, kterému se konečně podařilo navázat vztah s atraktivní kolegyní Natálií. 

## Obsazení
| Jan Plouhar            | Marek         |
| Hana Vagnerová         | Marta         |
| Veronika Khek Kubařová | Soňa          |
| Jiří Hána              | Boris         |
| Sabina Rojková         | Natálie       |
| Timotej Červenka       | Erik          |
| Mojmír Maděrič         | Dufek         |
| Kamil Švejda           | Hájek         |
| Leoš Juráček           | taxikář       |
| Petr Vydra             | Markvart      |
| Hana Kusnjerová        | hlasatelka    |
| Pavel Nosek            | barman        |
| Daniel Možnar          | uklízeč       |
| Izabela Kapiasová      | Uršula        |
| Petra Hřebíčková       | žena na ulici |
| Matěj Dadák            | muž na ulici  |

## Recenze
Kritici film hodnotili průměrně až lehce nadprůměrně:
- Mirka Spáčilová, iDNES.cz, 13. dubna 2018, [4]
- Karolina Benešová, Červený koberec, 14. dubna 2018, [5]
- Dagmar Šimková, TotalFilm, 15. dubna 2018, [6]
- Eva Vejdělková, Právo, 16. dubna 2018, [7]